# المصنعة (ذمار)

المصنعة هي إحدى قرى الجمهورية اليمنية. تتبع جغرافيا لمحافظة ذمار وإداريًا لعزلة الكينعة. لمديرية المنار يبلغ تعداد سكانها 1719 نسمة حسب الإحصاء الذي أجري عام 2004.

## وروابط خارجية
- World Gazetteer:Yemen
- الجهاز المركزي للإحصاء بالجمهورية اليمنية
- المركز الوطني للمعلومات باليمن